# Casa natal del Beat Francesc Palau i Quer d'Aitona
La Casa natal del Beat Francesc Palau i Quer d'Aitona és una obra d'Aitona (Segrià) protegida com a Bé Cultural d'Interès Local.

## Descripció
Es tracta de la casa natal del pare Francesc Palau i Quer, situada al mateix nucli del terme municipal d'Aitona.
La titularitat de la casa és privada; el 16 d'octubre de 1975, després de la compra al descendent directe de la família Palau, la casa va passar a la propietat de la congregació de les Carmelites Missioneres Teresianes, ordre fundada pel Beat. Es va dur a terme una restauració a càrrec de l'arquitecte Heliodoro Dols, que la va dotar d'un ambient de sobrietat a partir de la conservació de tot allò que era de l'època del Pare Francesc.
A partir de 1982 es va habilitar com a casa-museu, on es poden veure objectes originals del Beat i la seva família: una placa recorda, al primer pis, que el Pare Palau nasqué en aquesta casa a les sis del matí. També es conserva el bressol, i a la mateixa habitació, la Verge del Carme que presidia l'altar major de la capella de l'ermita de Sant Honorat del Puig de Randa a Mallorca. Destaquen també el despatx i la biblioteca, on hi ha reproduccions dels dibuixos amb motius florals que feia quan es retirava a la cova (Cova del Pare Palau) Sobre la seva habitació va habilitar-se un espai destinat a l'oració amb una pintura de Federico Laorga que representa la Nostra Senyora de les Virtuts.
A la planta baixa de la casa es troba la sala d'entrada, un celler i un estable amb estris de pagès. Es pot accedir als pisos superiors a través d'unes escales interiors. Pel que fa a la façana de l'immoble, està presidida per l'escut carmelità que representa la congregació. Es tracta d'una obra d'Eduard Serra esculpida en pedra natural de les terres de Lleida. Representa la figura del Turó del Carmen, origen de l'Ordre, i la imatge de les tres estrelles. Les dues superiors remeten als sants de l'Ordre i la de la part inferior simbolitza la puresa de vida dels religiosos.

## Història
La casa sempre havia estat de titularitat privada fins que el 16 d'octubre de 1975 va passar a ser de la Congregació de les Carmelites missioneres Teresianes. Des de 1982 és una casa-museu i les germanes de la congregació s'encarreguen de la conservació de la casa i de les explicacions quan hi ha visites guiades concertades.